# 莫切文化

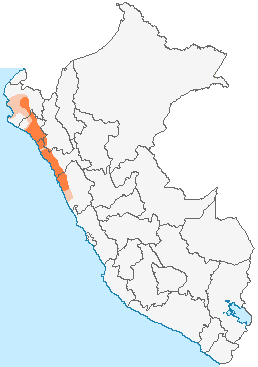
莫切文明所在的地区

莫切文化（Moche civilization），又譯摩奇文明，是秘鲁西北部海岸拉利伯塔德大区切彭省莫切河附近发现的一个古代印第安文明。这个文明比印加文明还要早，屬於早期中間時期的文化。这个文明发源于秘鲁北部的太阳神庙（Huaca del Sol），大约公元100年左右迁徙到特鲁希略一带。
这个文明大概在700年左右消亡。考古学家在其生活过的地区发现了一些神庙遗址和坟墓。其中以西潘王的坟墓最为出名。